# Arcadio Roda Rivas
Arcadio Roda Rivas (Alcolea (Almeria), 29 de setembre de 1844 - Madrid, 1921) fou un polític, escriptor i periodista andalús, diputat a les Corts Espanyoles durant la restauració borbònica

## Biografia
Es va llicenciar en Dret a la Universitat de Madrid i després de la revolució de 1868 fou candidat per Almeria en la convocatòria a Corts Constituents de setembre de 1868, però no fou escollit. Es va relacionar amb el cercle polític d'Antonio Cánovas del Castillo i fou elegit diputat pel Partit Liberal Conservador pel districte de Gérgal a les eleccions generals espanyoles de 1876, pel de Guadix a les eleccions generals espanyoles de 1879, pel d'Albuñol a les eleccions generals espanyoles de 1884, pel de Berja a les eleccions generals espanyoles de 1891 i pel d'Alzira a les eleccions generals espanyoles de 1896.
Durant aquesta etapa formà part de diferents comissions, especialment les relacionades amb el ferrocarril. Fou un dels responsables de l'arribada del ferrocarril a Almeria (1895) i un dels artífex de la carretera de La Alpujarra. També fou Director General de Beneficència i d'Hisenda, conseller de l'Empresa de Ferrocarrils del Nord-oest d'Espanya i president de la del Sud d'Espanya. També fou senador per la província d'Almeria de 1901 fins a 1914, i vicepresident del senat en 1906. Va traduir al castellà Ensayos de moral y política de Francis Bacon i Oraciones escogidas de Demòstenes (1872)

## Obres
- Preludios. Nuevo grito de combate (Madrid, 1921)